# Lucho Cuéllar
Luis Carlos Cuéllar Hurtado (Lima, 20 de agosto de 1984), más conocido como Lucho Cuéllar, es un cantante peruano de cumbia y salsa, que alcanzó la popularidad en los años 2000 por haber integrado la banda musical Grupo 5. 
Tras su paso por diferentes agrupaciones musicales, formó su propia banda Los Incorregibles de la Cumbia, la cual es el vocalista principal y figura clave del grupo.

## Biografía
Luis Carlos Cuéllar Hurtado nació el 20 de agosto de 1984 en Lima, proveniente de una familia de clase media.[cita requerida]
Comenzó su carrera artística a los 14 años participando en un grupo musical local en 1999.[cita requerida] Pero fue hasta el año 2006 cuando Cuéllar se integra a la banda musical de cumbia peruana Grupo 5, desempeñándose como uno de los vocalistas, Con el dicho conjunto, Cuéllar fue intérprete de conocidas canciones como «Quién cura», «La amante», «Sin salida», «Puro corazón» y la versión de «Amor de mis amores» siendo éste tercero que fue llevado a la banda sonora de la miniserie del mismo nombre, trasmitido por el canal peruano América Televisión en el año 2010.[cita requerida] En ese tiempo, contajo una relación sentimental con la bailarina peruana Katy García.
Gracias a la popularidad por su apelativo como «el Kiko de la Cumbia Peruana» en honor al personaje ficticio Quico/Kiko de la comedia mexicana El Chavo del 8, tuvo una breve participación en la cinta musical peruana Motor y motivo en 2009 interpretando a sí mismo y al año siguiente, se retira del Grupo 5 para sumarse a Orquesta Candela, también propiedad de los Yaipén, por un breve tiempo y meses después, lanzar como solista formando su agrupación musical Los Rivales, la cual interpretó «Moriré amándote» y «Mátame», además de participar en un festival musical en Colombia. Tras el final de Los Rivales, Cuéllar volvió al Grupo 5 en 2011 por varios años consecutivos hasta su retiro definitivo en el 2013 cuando retoma su incorporación a Orquesta Candela, donde lanzó la versión de «Angustia» de la fallecida cantautora criolla Carmencita Lara y tuvo una breve participación en la serie peruana Un solo camino para el canal Panamericana en 2015. Adicionalmente, con Candela recibió la colaboración del cantante salsero Jerry Rivera para lanzar la versión cumbia de «No me mientas» de William Luna.
Sin embargo, su permanencia en el elenco musical no duraría un tiempo debido a sus problemas de alcoholismo que fue llevado a los tribunales en el año 2017, por haber agredido a su expareja Alejandra Villanueva, la cual fue internado a rehabilitación por varios años. Anteriormente, Cuéllar fue denunciado por difamación el año 2014 siendo absuelto de las culpas.
Tras estar varios años alejado de la música, en el año 2020 retomó su faceta musical con la Orquesta Gemma[cita requerida] y al año siguiente formó su propio conjunto, bajo el nombre de «Lucho Cuéllar & Los Incorregibles de la Cumbia», la cual lanzó al año siguiente la versión del sencillo «Tan enamorados» del cantautor Ricardo Montaner y temas nuevos como «Traición». Además, participó en show privados durante la pandemia de COVID-19 al lado de Luigui Carbajal.
En el año 2022, estrenó su sencillo titulado «Soy rebelde» con gran aceptación por las emisoras locales como Nueva Q. Seguidamente, Cuéllar fue invitado en la celebración de las Bodas de Oro de Grupo 5, la cual compartió escenario junto a los exintegrantes Josimar, Leonard León y Angelo Fukuy.
Al año siguiente, comienza su etapa en el género salsa sin dejar de lado a la cumbia con la colaboración de la disquera Bambú Record bajo el nombre de «Sin ti no vivo».[cita requerida]

## Discografía

### Álbumes con Grupo 5
- 2007: La amante
- 2009: Puro corazón
- 2012: El ritmo de mi corazón

#### Canciones
- «Amor de mis amores» (2007)
- «La amante» (2007)
- «Número equivocado» (2007)
- «Te eché al olvido» (2008)
- «Sin salida» (2008)
- «Quién cura» (2008)
- «Puro corazón» (2009)

### Álbumes en solitario
- 2010: Lucho Cuéllar & Los Rivales[1]
- 2020: Lucho Cuéllar & Los Incorregibles de la Cumbia
- 2022: Soy rebelde

#### Canciones
- «Me rindo» (2010)
- «Moriré amándote» (2010)
- «Fui uno más» (2013)
- «Mátame» (2013)
- «Moriré amándote» (2010)
- «Tan enamorados» (2022)[21][15]
- «Traición» (2022)[16]
- «Tu intento de vuelo» (2022)
- «Entrégame tu amor» (2022)
- «Locos de amor» (2022)
- «Mix Kaliente» (2022)
- «Soy rebelde» (2022)[17]
- «Sin ti no vivo» (ft. Fabrizio Nuñes, 2023)